# Iztapalapa
Iztapalapa is een van de zestien gemeentes van Mexico-Stad. Iztapalapa grenst aan Iztacalco, Benito Juárez, Coyoacán, Xochimilco, Tláhuac en de deelstaat Mexico. Met 1.827.868  inwoners (2015) is het qua bevolking de grootste gemeente van Mexico-Stad.

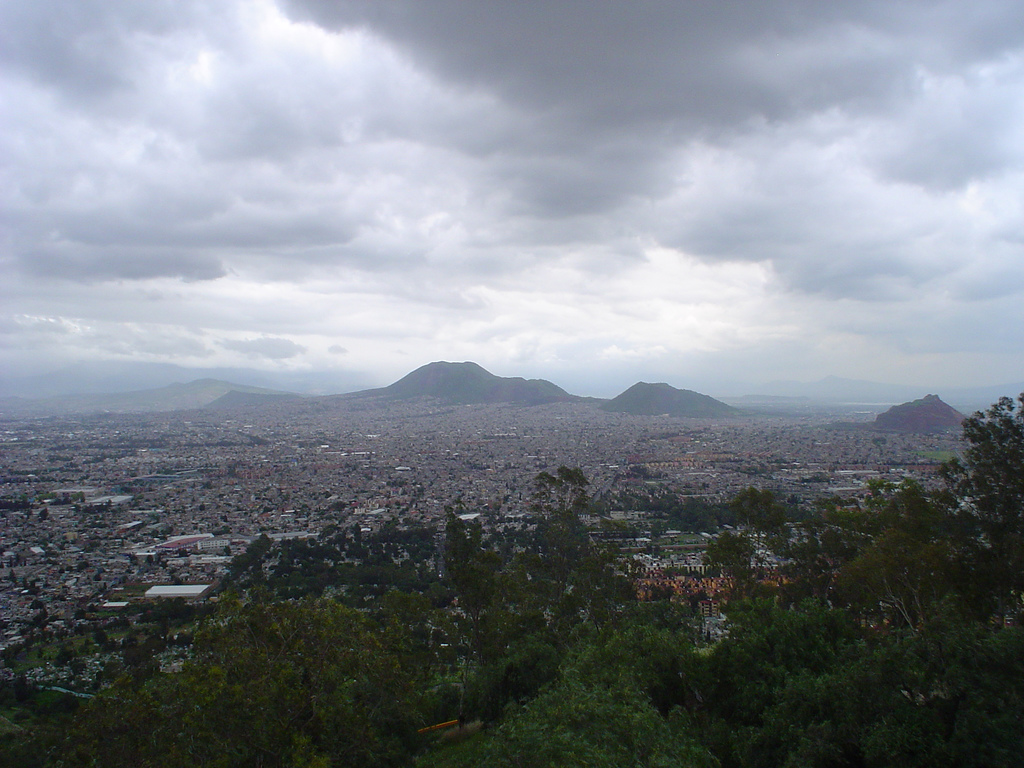
Iztapalapa gezien vanaf de Cerro de la Estrella

## Bezienswaardigheden
- Cerro de la Estrella, nationaal park en archeologische plaats

## Religie
Het is de zetel van het rooms-katholieke bisdom Iztapalapa.

## Bekende personen
- Rafael Acosta Ángeles, voormalig burgemeester